# Dollo (zone)
Pour les articles homonymes, voir Dollo.
La zone Dollo, anciennement zone Warder (ou zone Werder ; en somali : Doolo), est une zone administrative de la région Somali en Éthiopie. Elle compte 306 488 habitants en 2007. Ses plus grandes villes sont Geladin et Warder.

## Géographie
Située à l'extrémité orientale de l'Éthiopie, la zone Dollo est limitrophe du Somaliland au nord-est et de la Somalie au sud-est. Elle est bordée dans la région Somali par les zones Jarar et Korahe.
La ville de Warder est son centre administratif.

## Histoire
Au cours du XXe siècle, Warder  est la capitale administrative de l'awraja Welwel et Warder.

## Woredas

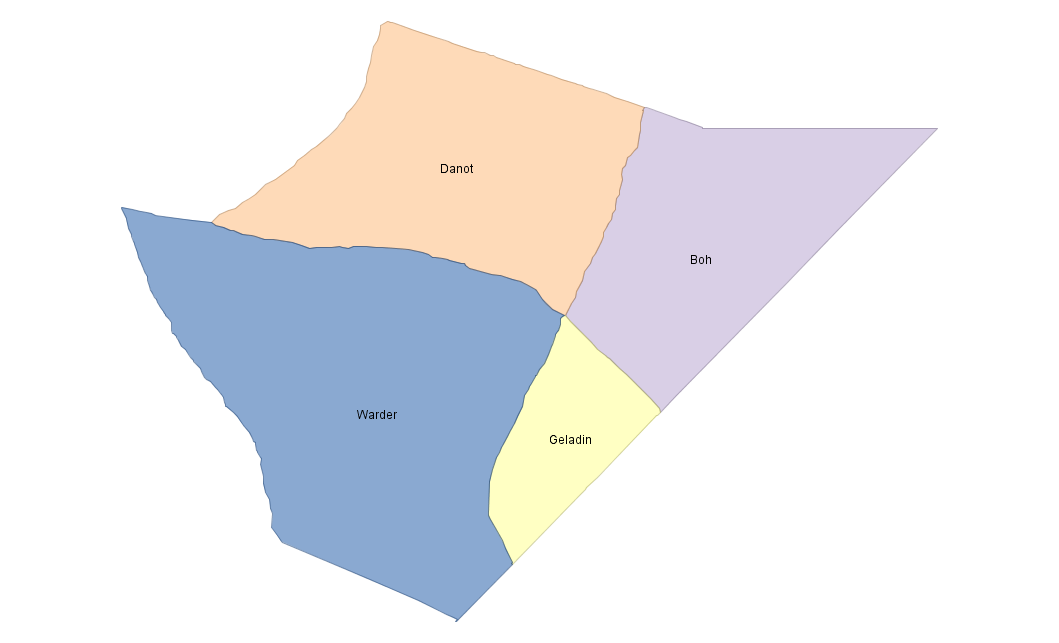
Les woredas d'origine.

La zone est connue dans les années 2000 sous le nom de « zone Warder ». Elle se compose alors des woredas Boh, Danot, Geladin et Warder.
Elle s'appelle « zone Dollo » au moins depuis 2017 et se subdivise depuis 2020 en sept woredas, :
- Boh ;
- Danot ;
- Daratole, détaché de Warder ;
- Geladin ;
- Galhamur, détaché de Boh ;
- Lehel-Yucub, détaché de Warder ;
- Warder.

## Démographie
Le recensement national de 2007 fait état dans la zone Warder d'une population de 306 488 habitants dont 9 % de citadins.
Plus de 99 % des habitants de la zone sont des Somalis, de langue maternelle somali et musulmans.
Les principales villes de la zone, Geladin et Warder, ont respectivement 9 217 et 9 211 habitants en 2007. Les autres agglomérations ont moins de 5 000 habitants à la même date.
| Woreda  | Population 2007 | Agglomérations        |
| ------- | --------------- | --------------------- |
| Boh     | 103 164         | Boh, Merkan, Dimeryad |
| Danot   | 47 236          | Danot                 |
| Geladin | 98 053          | Geladin               |
| Warder  | 58 035          | Warder                |

En 2022, la population est estimée sur le même périmètre à 446 052 personnes avec une densité de population de dix personnes par km2 et 43 927 km2 de superficie.
Désormais connue sous le nom de « Dollo », la zone occupe 45 743 km2 au début des années 2020.